# 500 Stenkastende Autonome Voldspsykopater fra Helvede
500 Stenkastende Autonome Voldspsykopater fra Helvede er en dokumentarfilm om Ungdomshuset i året op til rydningen af Jagtvej 69 1. marts 2007. Filmens titel refererer til banneret "Til salg – inklusive 500 stenkastende autonome voldspsykopater fra Helvede" som var Ungdomshusets svar, da politikerne i 1999 besluttede at sælge huset på Nørrebro.
Som de første udefrakommende nogensinde fik fire instruktører lov til at skildre Ungdomshuset indefra. Fra januar 2006 følger filmen nogle af husets aktivister, deres aktiviteter og tanker i husets sidste år. Filmen giver et indblik bag murene på det nu nedrevne Jagtvej 69.
Filmen er produceret af Beofilm med støtte fra Det Danske Filminstituts initiativ og havde premiere den 16. november 2006 på dokumentarfilm festivalen CPH:DOX
Filmen er instrueret, filmet, redigeret og produceret af David B. Sørensen, Toke Gade Crone Kristiansen, Anders Hornstrup og Morten Revsgaard Frederiksen.

## Fodnoter
1. ↑  Boost the dox (Webside ikke længere tilgængelig)
2. ↑  "CPH:DOX". Arkiveret fra originalen 21. juli 2007. Hentet 6. juni 2007.